# Alexij (arcibiskup novgorodský)
Svatý Alexij († 3. února 1390) byl ruský pravoslavný duchovní a arcibiskup novgorodský.

## Život
Před nástupem do biskupského úřadu byl klíčníkem Sofijského biskupského domu. Roku 1360 byl rukopoložen na biskupa novgorodského.
Roku 1360 probíhala v Pskově morová nákaza. Každý den zemřelo 50 až 100 lidí. Obyvatelé Pskova požádali Alexije, aby přijel do Pskova. Podle legendy požehnal všem občanům, obešel celé město s kříži, odsloužil tři bohoslužby a mor začal ustávat.
Roku 1362 nechal při biskupském domu vystavět chrám Narození Páně.
Roku 1375 se dobrovolně vzdal úřadu, ale na naléhání lidu se brzy vrátil. V roce 1380 vyjednával mír s moskevským velkoknížetem Dmitrijem Donským.
Roku 1388 odešel z úřadu a usadil se v monastýru.
Zemřel 3. února 1389. Pohřben byl v Děrevjanickém monastýru.
Je uctíván jako místně uctívaný světec.